# Chiesa di San Vincenzo (Gravedona)
La chiesa di San Vincenzo è la parrocchiale di Gravedona, frazione-capoluogo del comune sparso di Gravedona ed Uniti, in provincia e diocesi di Como; fa parte del vicariato di Gravedona.

## Storia
L'edificio sorge in corrispondenza di un'antica area sacra pagana, poi occupata da una costruzione paleocristiana del V secolo di cui sono ancora visibili alcune epigrafi tombali (datate rispettivamente 502 e 508) e un tratto di pavimentazione che, all'interno della cripta, potrebbe coincidere con l'originaria zona presbiteriale.
Risale invece alla seconda metà dell'XI secolo l'edificazione romanica della chiesa, ricostruibile grazie alla precisa relazione del vescovo Filippo Archinto in occasione di una visita pastorale. L'edificio, consacrato la prima domenica di settembre del 1072, era suddiviso in tre navate con 14 pilastri e coperto da un soffitto a cassettoni. La struttura terminava in tre absidi, ognuna contenente un altare, di cui quella maggiore dipinta, sopraelevata e chiusa da cancelli di ferro. Occupava la prima campata una tribuna con altare, raggiungibile tramite due scale laterali in pietra; l'entrata principale era collocata sulla facciata, mentre una seconda si apriva sul lato settentrionale. Il presbiterio aveva una pianta semicircolare. Era invasa dall'acqua la cripta triabsidata, sorretta da trenta colonne e dedicata a sant'Antonio. Di questa costruzione sono ancora visibili tratti di muratura esterna e delle absidi, nonché la cripta successivamente innalzata.
Nel 1600 circa ha inizio la ristrutturazione che, nel corso dello stesso secolo, porterà al raggiungimento dell'aspetto attuale della struttura della parrocchiale. Gli interventi Seicenteschi consistettero nella riduzione delle navate a una sola, nell'innalzamento del pavimento e delle pareti esterne e nella costruzione del presbiterio quadrangolare. Nello stesso secolo, che peraltro vide la riconsacrazione della chiesa per mano del vescovo di Como Lazzaro Carafino (1627), iniziò la costruzione di due oratori delle confraternite, rispettivamente dedicati a San Michele e Santa Marta.
Ulteriori lavori si registrarono del Settecento, con la trasformazione del presbiterio quadrilatero in un'abside semiottagonale. I lavori termineranno nel 1726 con l'edificazione del portico in facciata a due ali, la costruzione dell'oratorio della Buona Morte e, sotto la guida del capomastro Antonio Cometto, l'assemblaggio del coro. Negli anni successivi si realizzarono interventi di abbellimento con l'introduzione di tele, affreschi e opere in scagliola e marmo.

## Descrizione
La chiesa è occupata da una sola navata con tre cappelle per lato. Il portico esterno accoglie l'oratorio di San Michele (a sinistra), diventato sede della Confraternita del Santissimo Sacramento e quello di Santa Marta, sopra il quale era collocato il lazzaretto degli appestati. Sul lato nord si trovano finestrelle romaniche alternate a lesene sottili murate sotto due file sovrapposte di archetti pensili.

### Decorazione Interna
- La pala d'altare dedicata a San Vincenzo è ad opera del pittore intelvese Carlo Innocenzo Carloni e risale all'inizio degli anni Quaranta del Settecento. La tela è inserita in una cornice sagomata e raffigura il santo con una veste azzurra sollevato da figure celesti verso il cielo, mentre nell'angolo inferiore destro è dipinta l'uccisione del martire, gettato in mare legato ad una macina.[11]
- Le tele ai lati del presbiterio, raffiguranti San Vincenzo davanti al sultano e il Martirio del Santo, sono state realizzate da Michelangelo Bellotti (1735).[4][7]

Sulle pareti della chiesa si trovano dipinti primocinquecenteschi, realizzati da artisti formatisi in Lombardia o a Roma. Degne di nota sono alcune delle pale delle cappelle laterali, in particolare:
- la pala raffigurante la Sacra Famiglia, il Padre Eterno e lo Spirito Santo contenuta nella cappella di San Giuseppe (seconda sulla destra) è opera di Giovanni Baglione, pittore di scuola caravaggesca.[9]
- la pala di San Girolamo contenuta nella cappella dedicata al santo attribuita a Alessandro Turchi detto l'Orbetto, pittore veronese.

Gli affreschi della navata furono realizzati da Luigi Tagliaferri, mentre quelli del coro da Giovan Pietro Scotti.
La sacrestia è arredata con ricchi armadi Seicenteschi intagliati, sormontati da statue lignee attribuite a Antonio Raffaele Falilela, oltre ad antichi oggetti liturgici come la riproduzione di una croce astile di Francesco di Gregorio (1508). Il paliotto dell'altare laterale è realizzato in scagliola ed è ornato da un motivo floreale.
L'organo, meccanico a due manuali, fu realizzato da Vittorio Ermolli di Varese nel 1894.

## Cripta
La cripta - forse nata come luogo di culto pagano - è posta ad un livello inferiore ed è raggiungibile tramite una scala esterna all'edificio. 
In origine più estesa e divisa in sette navatelle triabsidate, la cripta è stata modificata perché potesse reggere un peso maggiore, rimpicciolita e mutilata in seguito alla ristrutturazione Seicentesca.
Sostengono le volte a crociera delle colonne sottili a base cubica, dotate di angoli smussati. I capitelli, della stessa forma, sono sormontati da pulvini ad anello. La cripta conserva ancora alcuni affreschi dei secoli XII e XIV, oltre a capitelli romanici o, comunque, risalenti all'Alto Medioevo.